# Gilicze Márta
Gilicze Márta (Budapest, 1983. március 4. –) magyar színésznő.

## Pályája
2001-ben érettségizett a XI. kerületi Petőfi Sándor Általános Iskola, Gimnázium és Szakközépiskolában. Diplomáját 2005-ben szerezte a Színház- és Filmművészeti Egyetemen Marton László osztályában. Eszenyi Enikő hatására kezdett el foglalkozni a színészettel, egy ideig a színésznő stylistja is volt a Megasztár című tehetségkutató műsorban. 2017–2021 között a Vígszínház tagja volt. Férje Karácsonyi Zoltán színművész.

## Színházi szerepei
- A hölgy fecseg és nyomoz (bemutató: 2013. március 7., Játékszín)
- A kozmonauta utolsó üzenete a nőnek, akit szeretett az egykori Szovjetunióban (bemutató: 2004. december 20., Millenáris)
- Arturo Ui feltartóztatható felemelkedése (bemutató: 2004. október 1., Színház- és Filmművészeti Egyetem) (Ódry Színpad)
- Blikk (bemutató: 2007. október 21., Budapesti Kamaraszínház - Shure Stúdió)
- Boldogtalanok (bemutató: Színház- és Filmművészeti Egyetem) (Ódry Színpad)
- Edith és Marlene további (bemutató: Játékszín)
- Erik (bemutató: 2005. december 4., Budapesti Kamaraszínház - Ericsson Stúdió)
- Hegedűs a háztetőn (bemutató: 2010. március 12., Vígszínház)
- Mindenkit megnyúzunk (bemutató: 2009. december 12., Budapesti Kamaraszínház - Shure Stúdió)
- Plasztilin (bemutató: 2005. május 26., Színház- és Filmművészeti Egyetem) (Ódry Színpad)
- Príma (bemutató: 2012. október 12., Pesti Színház)
- Spanyol tragédia (bemutató: 2006. december 17., Budapesti Kamaraszínház - Tivoli)
- Tévedések vígjátéka (bemutató: 2004. október 9., Vígszínház)
- Trainspotting (bemutató: 2008. május 10., Budapesti Kamaraszínház - Tivoli)
- Utazás az éjszakába (bemutató: 2009. március 21., Budapesti Kamaraszínház - Tivoli)
- Valaki kopog (bemutató: 2003. december 18., Színház- és Filmművészeti Egyetem) (Ódry Színpad)
- Vasárnapi ebéd (bemutató: 2012. május 3., Budapesti Kamaraszínház - Tivoli)
- Virrasztás (bemutató: 2005. február 18., Színház- és Filmművészeti Egyetem) (Ódry Színpad)
- Zöldalma (bemutató: 2010. október 2., Budapesti Kamaraszínház - Shure Stúdió)

## Film- és sorozatszerepei
- Ébrenjárók (film, 2006) – Siesta lány
- Hajónapló (sorozat, 2009) – Nóra
- Jóban Rosszban (sorozat, 2014) – Zoltay Ágnes
- A renitens (sorozat, 2025) – Sára